# A Lluís Millet

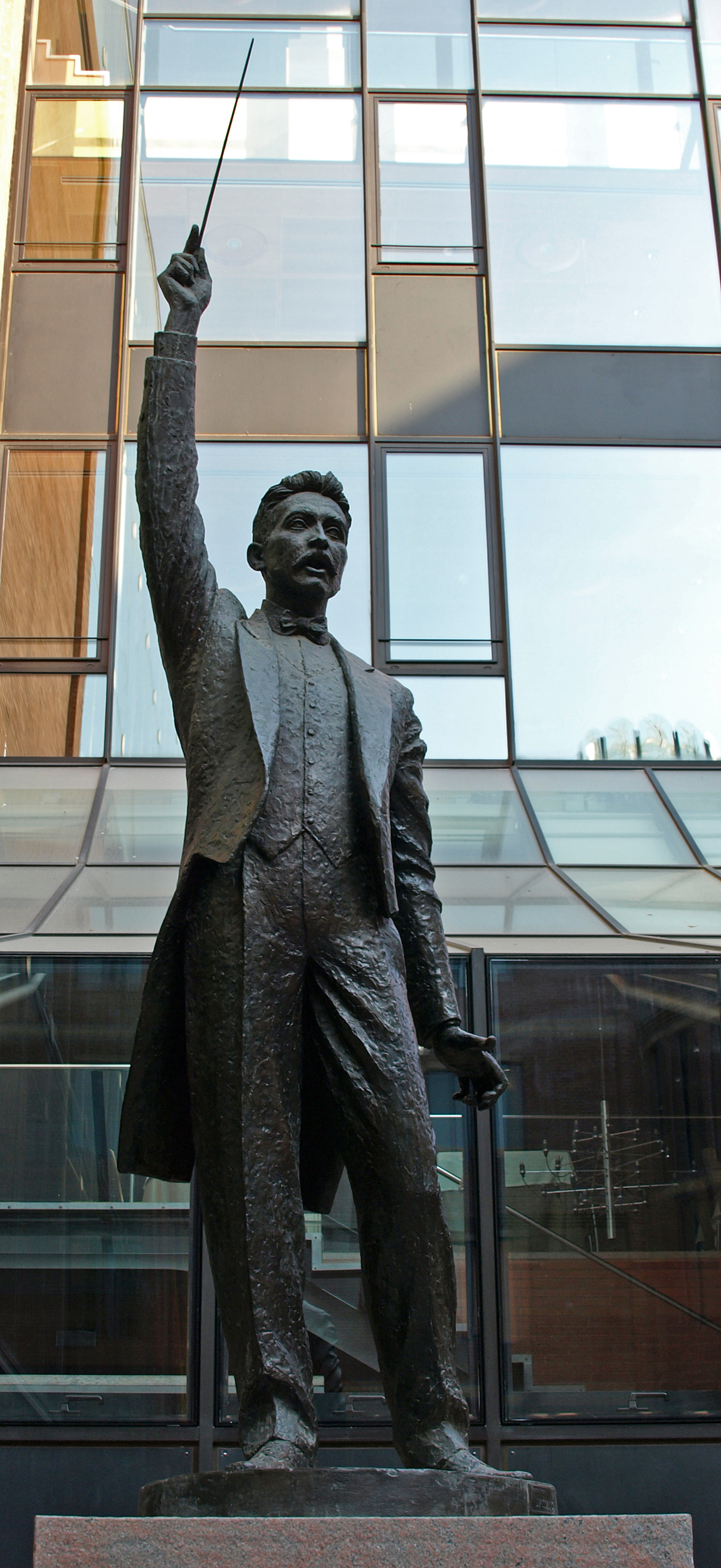
A Lluís Millet, em Barcelona.

A Lluís Millet é uma escultura criada por Josep Salvadó Jassans em 1991 situada na cidade de Barcelona, Espanha.
Trata-se de uma obra realista feita em bronze e de tamanho natural pelo artista catalão Josep Salvadó Jassans, discípulo de Joan Rebull e inaugurada no dia 3 de dezembro de 1991 diante do presidente do Orfeón Catalão e do presidente do Parlamento da Catalunha, Joaquim Xicoy. A obra foi instalada ao lado do Palácio da Música Catalã, em comemoração ao cinquentenário da morte de conhecido compositor Lluís Millet, um local escolhido especialmente para recordar ele que foi um dos co-fundadores do citado Orfeón Catalão, uma sociedade coral que também estava celebrando ao cumprir 100 anos de existência nesse mesmo ano.